# Franck Kom
Franck Kom (* 18. září 1991) je kamerunský fotbalový záložník a reprezentant, v současnosti působí v tuniském týmu Étoile Sportive du Sahel. Hraje na postu defenzivního záložníka.

## Klubová kariéra
- Panthère Bangangté 2009–2011
- Étoile Sportive du Sahel 2012–

V Kamerunu hrál za klub Panthère Bangangté. V lednu 2012 přestoupil do tuniského klubu Étoile Sportive du Sahel.

## Reprezentační kariéra
Nastupoval v kamerunské reprezentaci U20.
V A-týmu Kamerunu debutoval v roce 2014. Byl nominován na Africký pohár národů 2015.